# Елена Ді Ліддо
Елена Ді Ліддо (італ. Elena Di Liddo, 8 вересня 1993) — італійська плавчиня.
Призерка Чемпіонату світу з плавання на короткій воді 2018 року.
Призерка Чемпіонату Європи з плавання на короткій воді 2011, 2012, 2019 років.
Переможниця літньої Універсіади 2015 року, призерка літньої Універсіади 2017 року.